# Stella (Missouri)
Stella és una població dels Estats Units a l'estat de Missouri. Segons el cens del 2000 tenia 178 habitants.

## Demografia
Segons el cens del 2000, Stella tenia 178 habitants, 74 habitatges, i 46 famílies. La densitat de població era de 458,2 habitants per km².
Dels 74 habitatges en un 29,7% hi vivien nens de menys de 18 anys, en un 48,6% hi vivien parelles casades, en un 9,5% dones solteres, i en un 36,5% no eren unitats familiars. En el 31,1% dels habitatges hi vivien persones soles el 17,6% de les quals corresponia a persones de 65 anys o més que vivien soles. El nombre mitjà de persones vivint en cada habitatge era de 2,41 i el nombre mitjà de persones que vivien en cada família era de 2,98.
Per edats la població es repartia de la següent manera: un 29,2% tenia menys de 18 anys, un 6,2% entre 18 i 24, un 29,8% entre 25 i 44, un 16,3% de 45 a 60 i un 18,5% 65 anys o més.
L'edat mediana era de 36 anys. Per cada 100 dones de 18 o més anys hi havia 100 homes.
La renda mediana per habitatge era de 25.781 $ i la renda mediana per família de 25.417 $. Els homes tenien una renda mediana de 27.813 $ mentre que les dones 16.458 $. La renda per capita de la població era d'11.799 $. Entorn del 14,6% de les famílies i el 12,4% de la població estaven per davall del llindar de pobresa.

## Poblacions més properes
El següent diagrama mostra les poblacions més properes.